# تسوتومو سونوب
تسوتومو سونوب (به انگلیسی: Tsutomu Sonobe) بازیکن فوتبال اهل ژاپن و عضو تیم ملی فوتبال ژاپن است که در تاریخ ۲۳ مه ۱۹۷۸ میلادی اولین بازی ملی‌اش را انجام داد. او در ۷ بازی ملی حضور داشت و آخرین بازی ملی خود را در تاریخ ۲۴ فوریه ۱۹۸۱ میلادی انجام داد. تسوتومو سونوب در بازی‌های ملی‌اش
گلی به ثمر نرساند.